# 2020年唐纳德·特朗普竞选美国总统
唐納·川普（英語：Donald Trump）2020年美国总统竞选开始于2017年1月20日，但未能成功连任美国总统。
特朗普争取连任总统的努力异常提前，他从2016年11月24日（2016年选举结束后16天）就开始开始投入资金，并且在2017年就职总统的当天向联邦选举委员会提交竞选申请。
自2017年2月以来，特朗普为此竞选活动举行了150多次集会和筹款活动。他访问了主要的票仓州以筹集资金，并进行了两次全国性的广告运动。特朗普在多次竞选演说中表示，2020年竞选的口号将是“Keep America Great”（让美国继续伟大）和“Promises Made, Promises Kept”（作出承诺，信守承诺）。
2018年11月7日，特朗普确认迈克·彭斯将在2020年选举中续任他的副总统候选人。
最终特朗普争取连任总统的竞选活动以失败告终，多数主流新闻媒体于2020年11月7日判定代表民主党的乔·拜登和賀錦麗在选举中击败他和彭斯。特朗普于2021年1月7日攻占美国国会大厦事件稍后在推特上承认总统当选人为拜登。